# نصرآباد (خور و بیابانک)
نصرآباد (نائین)، روستایی از توابع بخش خور و بیابانک شهرستان نائین در استان اصفهان ایران است.

## جمعیت
این روستا در دهستان بیابانک قرار دارد و براساس سرشماری مرکز آمار ایران در سال ١٤٠٢، جمعیت آن ٧نفر (٣خانوار) بوده‌است.

## مزار
در قبرستان اين روستا افرادى همچون محمدعلی سلمان ،استادعلی سلمان، علی اکبر سلمان،ربابه سلمان و.....مدفون هستند 

## آب و آبادانی
در گذشته زمین های کشاورزی(دشت ها)در روستا به وسیله آب قنات این روستا موسوم به قنات نصرآباد آبیاری میشد.این قنات که حدود ٢/٥کیلومتر طول دارد نزدیک بیست سال قبل به طور کامل خشک شد و امروزه زمین های کشاورزی به وسیله چاه های آب آبیاری میشود 
این روستا دارای دو آب انبار(حوض) است که در فصول سرد سال آب را برای استفاده در فصول گرم ذخیره میکردند 
امروزه با وجود شیر های آب آشامیدنی دیگر  نیازی به استفاده از حوض نیست  